# Hornafjörður (gmina)
Hornafjörður (pełna nazwa Sveitarfélagið Hornafjörður) – gmina w południowo-wschodniej Islandii, w regionie Austurland. Rozciąga się na długości 260 km między wybrzeżem Oceanu Atlantyckiego a lodowcem Vatnajökull, od zatoki Lónsvík na wschodzie do sandra Skeiðarársandur (utworzonego przez rzekę Skeiðará i inne rzeki wypływające z lodowca) na zachodzie. Jest rozległą gminą o powierzchni prawie 6,3 tys. km², a zamieszkiwaną przez blisko 2,3 tys. mieszk. (2018) . Większość mieszkańców skoncentrowana jest w głównym mieście i siedzibie gminy Höfn í Hornafirði (1677 mieszk. w 2018 r.), położonym na półwyspie między zatokami Skarðsfjörður i Hornafjörður (od niej wzięła się nazwa gminy). Jedyną inną większą osadą jest Nesjahverfi (92 mieszk., 2018), położone na północ od Höfn. 

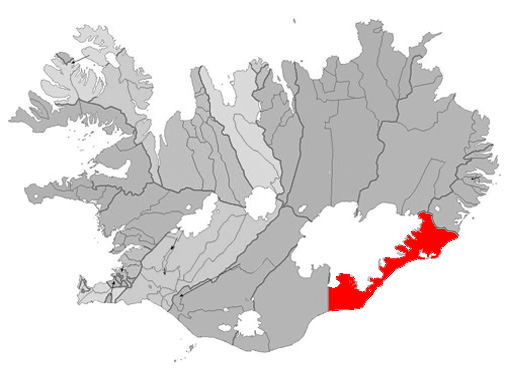
Położenie gminy Sveitarfélagið Hornafjörður na mapie administracyjnej kraju

Gmina powstała w 1998 roku z połączenia gmin: Bæjarhreppur, Borgarhafnarhreppur, Hofshreppur i Hornafjarðarbær.
Przez całą gminę, wzdłuż wybrzeża, przebiega główna islandzka droga krajowa nr 1. Na terenie gminy działa port lotniczy Hornafjörður, obsługujący połączenia lotnicze z Reykjavíkiem.
Głównymi atrakcjami przyrodniczymi gminy są:
- Park Narodowy Vatnajökull, do którego najlepszy dostęp możliwy jest w Skaftafell, gdzie można też podziwiać wodospad Svartifoss,
- najwyższy szczyt Islandii Hvannadalshnúkur,
- najwyższy wodospad Islandii Morsárfoss
- laguny lodowcowe Jökulsárlón i Breiðárlón,
- wulkaniczna góra Kristínartindar,
- piaszczysta równina Skeiðarársandur, utworzona przez wypływającą z lodowca rzekę Skeiðará.